# Marchánt Davis
Marchánt Davis ( /mɑːrˈʃɑːnt/) es un actor estadounidense. Es conocido por su actuación en la película The Day Shall Come del 2019. También interpretó un papel secundario en la película Tuscaloosa (2019). Fue nominado a un premio Lucille Lortel por su actuación en Ain't No Mo de Jordan E. Cooper en El Teatro Público.

## Primeros años y educación
Davis nació en Filadelfia. Asistió a la Philadelphia High School for Creative and Performing Arts. Tiene una Maestría en Bellas Artes de la Tisch School of the Arts en Nueva York.

## Vida personal
Davis reside en la ciudad de Nueva York.

## Filmografía
- The Day Shall Come (2019)
- Tuscaloosa (2019)
- A Journal for Jordan (2021)
- Reality (2023)